# Foch (incrociatore)
Il Foch fu un incrociatore pesante della Marine nationale francese, terza unità della classe Suffren ed entrato in servizio nel 1931.
Attivo durante la seconda guerra mondiale, svolse alcuni incarichi secondari durante il periodo della "strana guerra" e partecipò il 14 giugno 1940 al bombardamento navale della costa ligure. Rimasto sotto il controllo del Governo di Vichy, l'incrociatore fu posto in disarmo nella base di Tolone nell'ottobre 1941 senza più prendere parte a operazioni belliche fino a che, il 27 novembre 1942, partecipò all'autoaffondamento in massa della flotta francese per evitare la sua cattura ad opera dei tedeschi.

## Storia
Impostata il 21 giugno 1928 presso l'arsenale navale di Brest, la nave venne varata il 24 aprile 1929 con il nome di Foch in onore dell'omonimo generale francese della prima guerra mondiale, entrando poi in servizio il 15 settembre 1931. Assegnato inizialmente in forza alla 1ª Divisione leggera, il Foch passò poi alla 3ª Divisione leggera; nel marzo 1935 fu inviato in Grecia per tutelare gli interessi della Francia durante un periodo di forti disordini nel paese. 
Allo scoppio della seconda guerra mondiale nel settembre 1939, il Foch si trovava in forza alla 1ª Divisione incrociatori della 3ª Squadra navale dell'ammiraglio Émile Duplat, di base a Tolone. In ottobre l'incrociatore fu inviato nella base di Orano per partecipare ai pattugliamenti dell'Atlantico centrale a caccia delle navi corsare tedesche insieme alle unità della Royal Navy britannica: in coppia con il gemello Dupleix, il Foch sorvegliò la costa dell'Africa occidentale durante il periodo della caccia alla corazzata tascabile tedesca Admiral Graf Spee ma senza registrare contatti con il nemico; in seguito l'incrociatore partecipò a missioni di scorta di convogli navali nella zona tra Bermuda e le coste del Marocco fino al febbraio 1940, quando rientrò a Tolone per un ciclo di lavori di manutenzione.
Da poco rientrato in servizio, nel giugno 1940 il Foch prese parte alle brevi operazioni militari seguenti l'entrata in guerra del Regno d'Italia: il 14 giugno, in particolare, l'incrociatore bombardò, in coppia con l'incrociatore Algérie e sei cacciatorpediniere, i depositi di carburante di Vado Ligure e le zone industriali di Savona, subendo alcuni tiri da parte dell'artiglieria costiera italiana e attacchi di MAS senza però subire alcun danno.
Dopo la resa della Francia il 22 giugno 1940, il Foch rimase sotto il controllo del Governo di Vichy venendo assegnato alla Flotta d'alto mare di base a Tolone; il 4 ottobre 1941, a causa della penuria di carburante e delle condizioni dell'armistizio, fu ritirato dal servizio attivo e posto in disarmo con equipaggio ridotto a Tolone. Il 27 novembre 1942, a seguito della minaccia tedesca di occupare Tolone, il Foch partecipò all'autoaffondamento in massa della flotta francese: l'equipaggio aprì le valvole a mare dello scafo facendolo appoggiare sul basso fondale nel punto d'ormeggio. Lo scafo fu riportato a galla dalle truppe italiane il 16 aprile 1943, ma le pessime condizioni ne sconsigliarono un ripristino come unità combattente e il relitto fu immediatamente inviato alla demolizione.